# سعاد أحمد
سعاد أحمد (28 مارس 1907 - 2 أغسطس 1962)، مونولوجست وممثله مصرية، إشتهرت في بداية عملها كمنولوجست في شارع عماد الدين إلي أن قدمها المخرج توجو مزراحي في فيلم (العز بهدلة) عام1937، ثم فيلم (ألف ليلة وليلة) عام 1941 مع علي الكسار، لتتوالى أعمالها حتى الستينيات، من أبرز أعمالها (ابن حميدو، سمارة، مؤامرة). لمعت في أدوار الحماة خفيفه الظل
كانت تتميز بانها منافسة ماري منيب إشتهرت في أدوار الحماة خفيفه الظل، حيث مثلت دوراً كبير في فيلم ابن حميدو كحماه أحمد رمزي و إسماعيل ياسين

## حياتها
الفنانة المصرية الراحلة سعاد أحمد ورغم قلة أعمالها السينمائية إلا أنها تركت بصمة واضحة في مسيرة هذا المجال ويكفي دورها الأشهر في الفيلم الكوميدي “ابن حميدو” الذي قام ببطولته الراحل إسماعيل ياسين ونجم الكوميديا المتميز عبد الفتاح القصري سعاد أحمد جسدت في الفيلم دور زوجة عبد الفتاح القصري وقدما سويا ثنائي كوميدي وكانت مشاهدهما سويا من أبرز اللوحات الكوميدية في السينما المصرية فهي كوميديا تعتمد على الموقف والمفارقة وبعيدة عن التصنع والابتذال مقارنة ببعض نجوم هذا الجيل.
الفنانة الراحلة ولدت في يوم 28 مارس عام 1907 واشتهرت في بداية عملها كمنولوجست في شارع عماد الدين إلى أن قدمها المخرج توجو مزراحي في فيلم “العز بهدلة” عام 1937 مع الفنان شالوم وفي عام 1940 قدمها توجو مزراحي أيضا لتشارك نجم الكوميديا علي الكسار بطولة “ألف ليلة وليلة”.
على مدى 28 عاما هو طول مشوارها السينمائي قدمت سعاد أحمد ما يقرب من 51 فيلم جسدت في أغلبها دور الحماة البسيطة ومن أهم الأفلام التي شاركت فيها “لهاليبو، أحبك يا حسن، غرام وانتقام، عنتر ولبلب، ألف ليلة وليلة، بنت باريز، العيش والملح، الخمسة جنية، الأفوكاتو مديحة، زينب، القلب له أحكام، ابن حميدو” وقد توفيت سعاد أحمد في يوم 2 أغسطس من عام 1962

## روابط خارجية
- سعاد أحمد على موقع الدهليز
- سعاد أحمد على موقع قاعدة بيانات الأفلام العربية
- سعاد أحمد على موقع ديسكوغز (الإنجليزية)